# Bläue

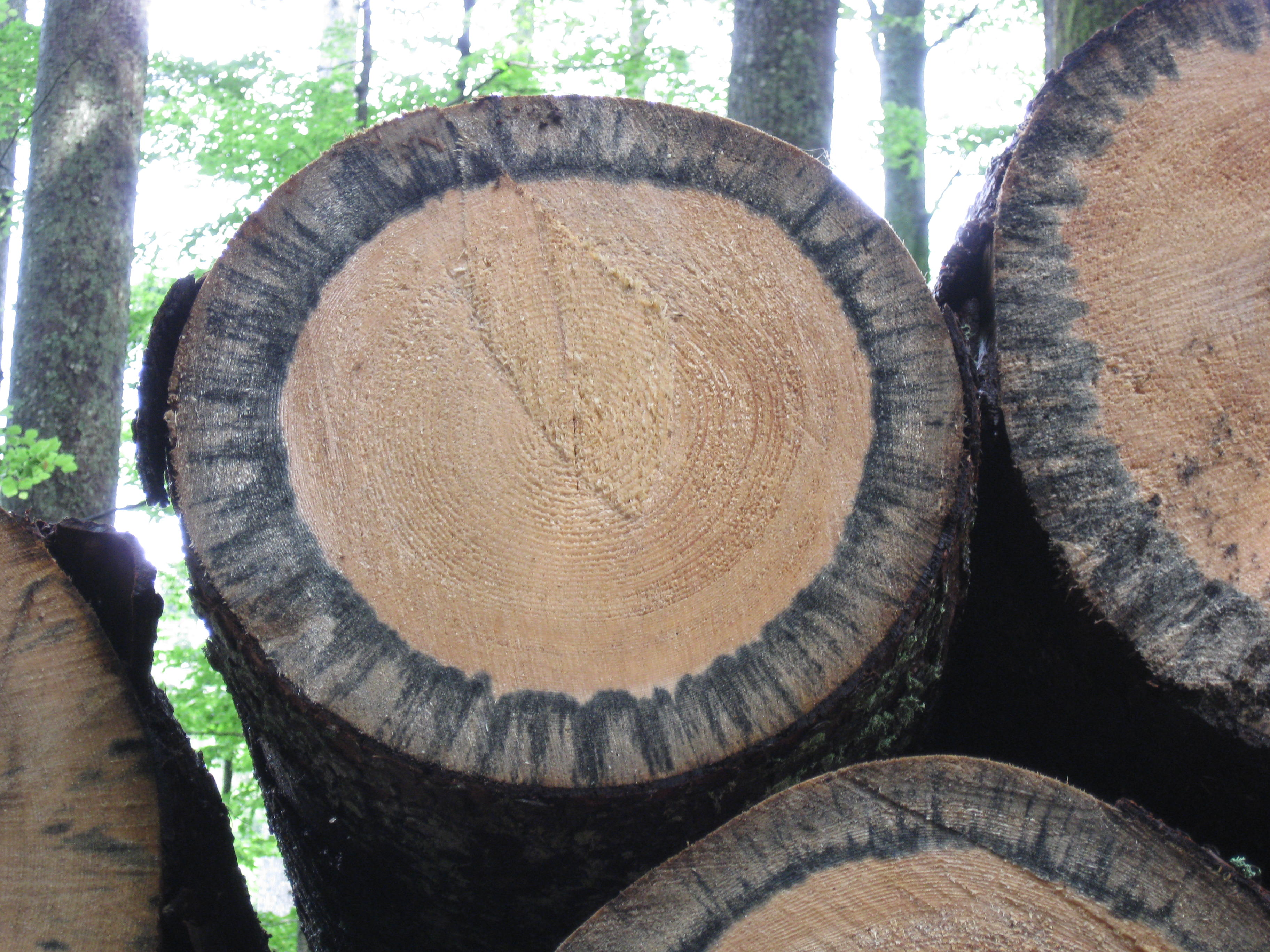
Bläue an gelagertem Nadelholz

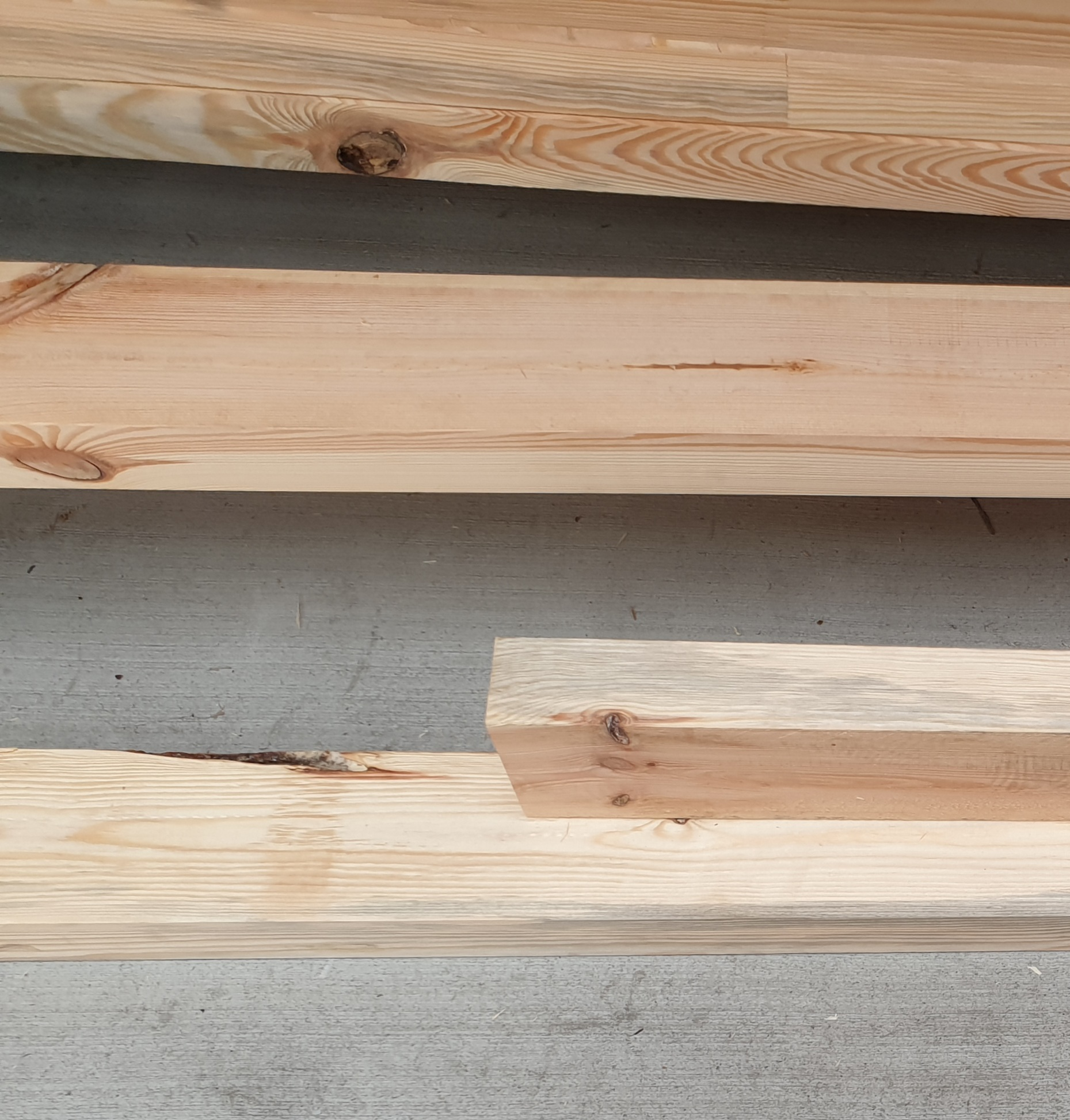
Bläue an Konstruktionsvollholz

Bläue ist eine bläuliche oder blaugraue Verfärbung von Holz, die von bestimmten Pilzen (insbesondere verschiedenen Ascomyceten) verursacht wird.
Es handelt sich dabei nicht um eine Holzfäule, da Bläuepilze sich lediglich von Zellinhaltsstoffen (z. B. Zucker, Stärke, Eiweiß) ernähren und nicht die eigentliche Holzsubstanz angreifen.
Die Tragfähigkeit z. B. von Bauholz wird durch die Bläue nicht beeinträchtigt. Dennoch spricht man in diesem Zusammenhang von einem Holzfehler. Durch die blaue Verfärbung wird das Holz einerseits optisch entwertet, andererseits können Bläuepilze die Beschichtung von Holzbauteilen im Außenbereich (z. B. Holzfenster) beschädigen und dadurch als Wegbereiter für eine nachfolgende Holzfäule wirken. Wenn maßhaltige Holzbauteile eine filmbildende Beschichtung erhalten sollen, werden sie daher in der Regel zunächst mit einem Bläueschutzmittel imprägniert.
Bläuebefall betrifft in der Regel nur den Splintanteil des Holzquerschnitts. Die Flüssigkeitsaufnahmefähigkeit des Holzes kann bei Bläuebefall erheblich erhöht sein, was gegebenenfalls starke Auswirkungen auf die Imprägnierbarkeit hat.
Unter den Fungiziden haben N-Trihalomethylthio-Verbindungen wie Fluorfolpet, Dichlofluanid, Tolylfluanid und Iodocarb sowie Carbendazim die beste Wirkung.